# Cycas ferruginea
Cycas ferruginea es una especie de Cycadopsida del género Cycas, de la familia Cycadaceae, del orden Cycadales.

## Distribución
Cycas ferruginea se distribuye por China (Guangxi) y Vietnam (Lang Son, Thai Nguyen).

## Taxonomía
Fue descrita científicamente por F.N.Wei. Fue publicado por primera vez en F.N.Wei. In: Guihaia 14(4): 300, fig. 1. (1994).